# 梅利尼基 (沙茨克市鎮)
51°32′59″N 23°56′6″E / 51.54972°N 23.93500°E
梅利尼基（烏克蘭語：Мельники），是烏克蘭西部沃倫州的村落，為科韋利區的沙茨克市鎮所轄，面積1.81平方公里，海拔高度161米，2001年人口1,192，人口密度每平方公里660.02人。